# Reserva Natural de Koorunõmme
A Reserva Natural de Koorunõmme é uma reserva natural localizada no Condado de Saare, na Estónia.
A área da reserva natural é de 1272 hectares.
A história da área protegida remonta ao ano de 1965, quando a área de preservação da sepultura de pedra de Maapere (em estoniano:  Maapere rauna kaitseala) foi estabelecida. Em 2004, a área protegida foi designada como reserva natural.